# LiveJasmin
LiveJasmin es un sitio web pornográfico que hace hincapié en la retransmisión en directo y servicios relacionados, normalmente con desnudos y actividades sexuales que van desde el estriptis y los comentarios obscenos hasta la masturbación con juguetes sexuales y el coito completo. Los modelos son predominantemente femeninos, aunque también hay un número bastante elevado de modelos masculinos. Algunos son cisgénero, mientras que otros son transexuales. Algunas parejas modelan juntas.
Fundado en 2001 por György Gattyán, el sitio web se hizo rápidamente famoso a principios de la década de 2000. Es uno de los mayores sitios web de cams para adultos del mundo, compitiendo con el sitio estadounidense Chaturbate y el también europeo BongaCams, con sede en los Países Bajos.

## Historia
El sitio web se fundó en 2001 como jasmin.hu, con el objetivo de llegar al público húngaro.
En 2003, el sitio web experimentó un crecimiento significativo y finalmente se globalizó con Jasmin Media Group como sociedad de cartera.
En 2014, LiveJasmin comenzó a hacer publicidad, produciendo varios anuncios de televisión. Dos de sus anuncios se presentaron para emitirse durante la 66.ª edición de los Premios Primetime Emmy, pero fueron rechazados por la CBS, lo que permitió que se publicaran en línea como "anuncios prohibidos".
En 2016, LiveJasmin creó el primer programa orientado a estudios y modelos, conocido como Jasmin Certified, con el fin de tener contenido exclusivo.